# شهر الاینگ
شهر الاینگ (به لاتین: Alaying Town) یک منطقهٔ مسکونی در جمهوری خلق چین است که در Fenghuang County واقع شده‌است.

## خصوصیات
شهر الاینگ ۷۸ کیلومترمربع مساحت و ۳۱٬۰۰۰ نفر جمعیت دارد و ۱٬۰۱۰ متر بالاتر از سطح دریا واقع شده‌است.